# Fanta Régina Nacro
Fanta Régina Nacro (Tenkodogo, 4 september 1962) is een Burkinees filmmaakster. Ze studeerde aan het  Institut d'éducation Cinématographique in Ouagadougou en later in Parijs. Haar eerste korte film Un Certain Matin  viel in de prijzen op het Filmfestival van Carthago. In 1993 richtte ze haar productiemaatschappij Les Films du Défi op. In 2001 werd Bintou vertoond op het Filmfestival van Cannes, en kreeg het de prijs voor beste korte film op het Panafrikaans Festival van Ouagadougou voor Film en Televisie.

## Filmografie
- 1991: Un Certain Matin
- 1993: L'École au cœur de la vie
- 1995: Puk Nini
- 1997: Femmes capables
- 1997: La Tortue du Monde
- 1998: Le Truc de Konaté
- 1999: Florence Barrigha
- 2000: Relou
- 2000: Laafi Bala
- 2001: La bague au doigt
- 2001: Une volonté de fer
- 2001: La voix de la raison
- 2001: Bintou
- 2002: En parler ça aide
- 2003: Vivre positivement
- 2004: La Nuit de la vérité

- Bibliothèque nationale de France: cb14123954f (data)
- International Standard Name Identifier: 0000 0000 6541 3579
- Library of Congress Control Number: no2004077751
- Nederlandse Thesaurus van Auteursnamen: 29778952X
- Système universitaire de documentation: 105427500
- Virtual International Authority File: 90732272